# Toeloeniden

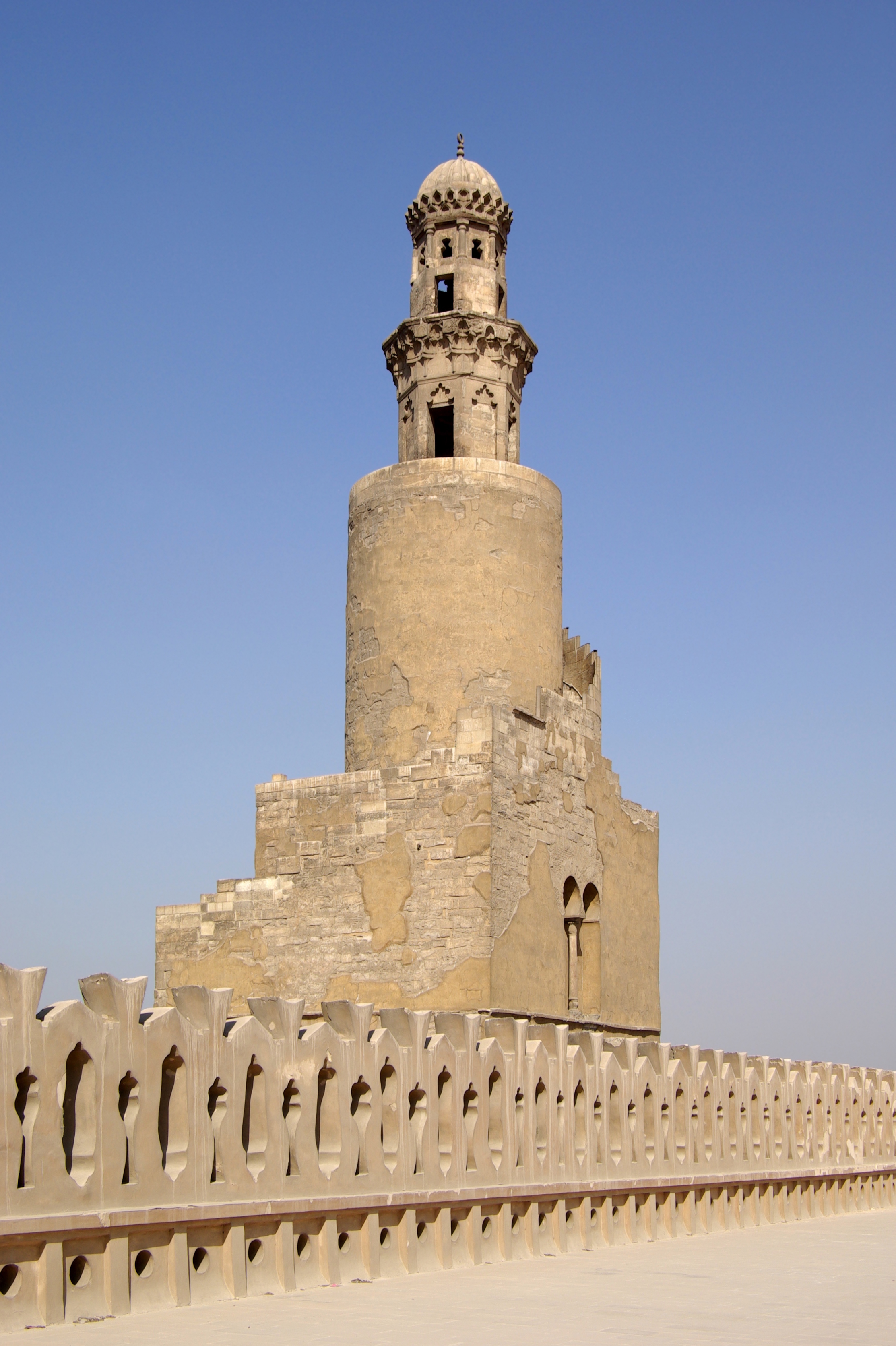
De minaret van de moskee van Ibn Toeloen in Caïro

De Toeloeniden (Arabisch: طولونيون) vormden de eerste onafhankelijke islamitische dynastie in het vroeg-islamitische Egypte.

## Voorgeschiedenis
In de 9e eeuw kwam het Kalifaat van de Abbasiden in een crisisperiode terecht. Al-Mu'tasim (833-842), een zoon van kalief Haroen al-Rasjid verplaatste de hoofdstad van het rijk, Bagdad, naar de linkeroever van de Tigris, naar de stad Samarra in 836. Er heerste een gunstig klimaat en er was een rijke vegetatie. Omringd door zijn Turkse garde vertrok hij naar Samarra. Terwijl de stad gerenoveerd werd, verbleef hij in een tent nabij de stad. Een van de belangrijkste bouwwerken was de Grote Moskee, met zijn spiraalvormige minaret.
Al-Moetasim Billah overleed in 842. Er kwam een tussenbewind onder Al-Wathiq, die in 847 werd opgevolgd door Al-Moetawakkil. Deze liet een paleis bouwen en maakte Samarra alsnog tot hoofdstad van het Abbassidische rijk. Samarra bleef ongeveer vijftig jaar de hoofdstad, totdat Al-Moetamid in 892 terugkeerde naar Bagdad.
Ahmad ibn-Toeloen, geboren in 835, die lid was van die Turkse garde, zou de geschiedenis een nieuwe impuls geven door de stichting van de dynastie der Toeloeniden in Egypte. Als gouverneur van Egypte, (vanaf 868), koppelde Ahmad ibn-Toeloen  zijn provincie los van het rijk. In de huidige Maghreb ontstond de dynastie van de Fatimiden.

## Het Egypte van de Toeloeniden
Ibn-Toeloen werd in 868 benoemd tot gouverneur van Egypte. Egypte was in die tijd zeer opstandig en hij moest de orde en rust herstellen. Ahmad verzamelde een sterk leger van Turkse en Afrikaanse slaven en bouwde een sterke vloot. Hij verstevigde ook de fortificaties om de grenzen beter te beschermen. Ten slotte besloot Ibn-Toeloen een eigen koers te varen en Egypte onafhankelijk te maken. Om zijn gebied te vergroten annexeerde hij het gebied tot aan de noordoostelijke kust van Libië, ook wel Tripolitanië genoemd, en in 878 veroverde hij Syrië.
Een van Ahmad Ibn-Toeloens hoofddoelen was de heropstanding van Egypte, zodat de welvaart zou terugkomen. Daarvoor bestreed hij de corruptie, hield streng toezicht op de ambtenaren en hervormde het financieringssysteem. Doordat Egypte geen belastingen meer hoefde te betalen aan Samarra, hield het veel geld over. Daarmee bouwde Ahmad Kataï, een belangrijke voorstad van Foestat (het huidige Caïro). Een moskee werd naar hem vernoemd. Dit bouwwerk staat er nog steeds, een mooi voorbeeld van de islamitische architectuur. Het is qua lijnvoering en soberheid vergelijkbaar met de Romaanse bouwkunst in West-Europa.

## Fatimiden
In mei 884 stierf Ibn-Toeloen in Antiochië in Syrië. Hij werd opgevolgd door zijn twintigjarige zoon Khoemarawaih, die een zwakke leider was, en in 902 greep kalief Al-Moektafi de macht. Hij heroverde Syrië en vernietigde de Toeloenidische dynastie en de voorstad Al Kataï, om opnieuw het gezag van de Abbassiden in Egypte te vestigen.
In 935 kwam echter een nieuwe Egyptische dynastie aan de macht, de Ichsjiden, maar niet voor lang. Hun regering werd omvergeworpen door de Fatimiden, die afkomstig waren uit de Mahgreb. De Toeloeniden kunnen gezien worden als de wegbereiders voor de Fatimiden. Hun leider, Oebaid Allah, ook wel Al-Mahdi genoemd, was in 862 geboren in Salamiyya (Syrië) en moest op veertigjarige leeftijd vluchten, toen de Al-Moektafi zijn stad plunderde. Via imam Ismaël beweerde hij af te stammen van kalief Ali en Fatima en beschouwde zich daarom als de leider van de sjitische sekte der Ismaëlieten.
Aboe Abdallah werd door Oebaid Allah naar de Maghreb gezonden om de bevolking te bekeren en voor te bereiden voor de herovering van Egypte. Aboe kreeg in de Maghreb steun van de Berbers van de Koeyama-stam. Hij bedacht een nieuwe leer, waarin er onderscheid was tussen de ‘verborgen imam’ (Ismaël) en de ‘zichtbare imam’ (Oebaid Allah). Volgens die legende zou Oebaid door Ismaël aan de macht gekomen zijn en was hij nu Ismaëls sluier, verzinnebeelding en woord. Doordat de Koeyama zo goedgelovig waren, zagen ze Oebaid Allah als de beloofde gids. In 909 versloeg hij de Ifriqiya en verdreef hij de Aghlabiden. Daardoor kwam de dynastie van de Fatimiden aan de macht. Oebaid, die ondergedoken was, liet zich in 910 uitroepen tot kalief van Kairouan. Hij bouwde een vloot en plunderde de kusten van Italië, de Provence, Sardinië en Corsica. Hij vestigde een sterke hoofdstad, Mahdia, in Tunesië. Hij kon Egypte echter niet heroveren. Dat gebeurde ten slotte in 969, onder leiding van kalief Al-Moe’izz.

## Toeloenidische heersers
- Ahmad ibn Toeloen (868–884)
- Khoemarawaih (884–896)
- Aboe l-Asakir (896)
- Haroen (896–904)
- Schaiban (904–905)